# Kadabahalli, Malavalli
Kadabahalli là một làng thuộc tehsil Malavalli, huyện Mandya, bang Karnataka, Ấn Độ.